# اوراتمان
اوراتمان (انگلیسی: Uratman) یک قله آتشفشانی در جزایر کوریل کشور روسیه است.